# Henri Carayol
Pour les articles homonymes, voir Carayol.
Henri Carayol (né en 1953) est un mathématicien français en théorie des nombres.
Carayol effectue sa thèse en 1984 à l'Université de Paris  (Courbes de Shimura, formes automorphes et représentations galoisiennes). Il enseigne à l'Université de Strasbourg.
En 1984, il visite l'Institute for Advanced Study.

## Travaux
- Sur la mauvaise réduction des courbes de Shimura, Compositio Math., Band 59, 1986, S. 151–230
- Sur les représentations l-adiques associées aux formes modulaires de Hilbert, Ann. Sci. École Norm. Sup. (4), Band 19, 1986, S. 409–468.
- Sur les représentations Galoisiennes modulo ℓ attachées aux formes modulaires, Duke Math. J., Band 59, 1989, S. 785–801.
- Limites dégénerée de séries discrètes, formes automorphes et variétés de Griffiths-Schmidt: le cas du groupe U (2,1), Compositio Mathematica, Band 111, 1998, S. 51–88
- Quelque relations entre les cohomologies des variétés de Shimura et celles de Griffiths-Schmidt (cas du groupe SU (2,1)), Compositio Mathematica, Band 121, 2000, S. 305–335
- Cohomologie automorphe  et compactifications partielles des certaines variétés de Griffiths-Schmidt, Composition Mathematica, Band 141, 2005, S. 1081–1102
- Herausgeber mit Jacques Tilouine: Formes automorphes, 2 Bände, Astérisque, Nr. 298, Nr. 302,  2005 (Actes du semestre du Centre Emile Borel 2000)

## Liens
- Ressources relatives à la recherche :   - Fichier central des thèses
  - Mathematical Reviews
  - Mathematics Genealogy Project
  - Scopus
  - ZbMATH
- Notices d'autorité :   - VIAF
  - ISNI
  - IdRef
  - Pays-Bas